# Позада (Нуоро)
Позада (итал. Posada) је насеље у Италији у округу Нуоро, региону Сардинија.
Према процени из 2011. у насељу је живело 2025 становника. Насеље се налази на надморској висини од 6 м.

## Становништво
Према резултатима пописа становништва 2011. у општини је живело 2.737 становника.
| 1936. | 1951. | 1961. | 1971. | 1981. | 1991. | 2001. | 2011. |
| ----- | ----- | ----- | ----- | ----- | ----- | ----- | ----- |
| 974   | 1.213 | 1.265 | 1.243 | 1.646 | 2.057 | 28    | 2.737 |